# Abacetus birmanus
Abacetus birmanus es una especie de escarabajo terrestre de la subfamilia Pterostichinae.  Fue descrito por Henry Walter Bates en 1890. 